# Warm Springs/South Fremont
Warm Springs/South Fremont is een metrostation in de Amerikaanse stad Fremont (Californië).
Het station werd op 25 maart 2017 het zuidelijke eindpunt van het BART-net. Het is het eerste station van de verlenging naar Silicon Valley dat werd geopend. De eerste plannen voor de verlenging dateren uit 1994 maar pas in 2009 werd begonnen met de aanleg ten zuiden van station Fremont. De bouw duurde langer dan de verwachte vijf jaar. Irvington werd vooralsnog niet gebouwd en zal pas in 2026 worden opgeleverd. De eerste twee stations ten zuiden van Warm Springs zijn op 13 juni 2020 geopend terwijl de rest van de verlenging tot Santa Clara in Silicon Valley nog in de ontwerpfase verkeert.    

De geplande verlenging naar Silicon Valley